# Schönberg (Holstein)
Schönberg (Holstein) är en kommun och ort i Kreis Plön i förbundslandet Schleswig-Holstein i Tyskland.
Kommunen ingår i kommunalförbundet Amt Probstei tillsammans med ytterligare 19 kommuner.